# تهالة
تهالة أو تهالا بلدة من عالم اخر في طبيعتها الصحراوية غالبية سكانها، أو كلهم، من الطوارق. قرية تهالة جنوب غرب ليبيا ، حيث يبلغ عدد سكانها حوالي 3 الآلف نسمة، و تبعد عن مدينة غات حوالي 60 كم، وعن مدينة أوباري 300 كم.
وتحيط بقرية تهالة من جهة الشرق سلسلة جبال (أكاكوس) الشهيرة التي تعد أحد أبرز المعالم الأثرية في ليبيا، ومن جهة الجنوب سلسلة الكثبان الرملية وواحات من النخيل تبهر الناظر إليها.